# Luca Riccitelli
Luca Riccitelli (ur. 1 czerwca 1971 w Fabriano) – włoski kierowca wyścigowy.

## Kariera
Riccitelli rozpoczął karierę w wyścigach samochodowych w 1991 roku od startów we  Włoskiej Formule 3, gdzie jednak nie zdobywał punktów. W późniejszych latach Włoch pojawiał się także w stawce Grand Prix Monako Formuły 3, Brytyjskiej Formuły 2, Masters of Formula 3, Spanish Touring Car Championship, FIA GT Championship, International Sports Racing Series, Niemieckiego Pucharu Porsche Carrera, American Le Mans Series, Sports Racing World Cup, 24-godzinnego wyścigu Le Mans, Grand American Sports Car Series, European Le Mans Series, FIA Sportscar Championship, Porsche Supercup, Grand American Rolex Series, Le Mans Endurance Series oraz Italian GT Championship.